# Lewertbachtal
Koordinaten: 50° 23′ 56″ N, 6° 25′ 34″ O
Das Naturschutzgebiet Lewertbachtal liegt auf dem Gebiet der Gemeinde Hellenthal im Kreis Euskirchen in Nordrhein-Westfalen.
Das aus zwei Teilflächen bestehende Gebiet erstreckt sich südlich des Kernortes Hellenthal und südöstlich des Hellenthaler Ortsteils Udenbreth entlang des Lewertbaches. Südlich schließt sich das 70,8 ha große Naturschutzgebiet Lewertbach mit Nebenbächen an. Nördlich des Gebietes verläuft die Landesstraße L 110 und östlich die L 17. Die Landesgrenze zu Rheinland-Pfalz verläuft südwestlich.

## Bedeutung
Das etwa 52,5 ha große Gebiet wurde im Jahr 2005 unter der Schlüsselnummer EU-145 unter Naturschutz gestellt.